# Chiesa dei Santi Bartolomeo e Stefano (Lallio)
La chiesa dei Santi Bartolomeo e Stefano è il principale luogo di culto cattolico del comune di Lallio, in provincia di Bergamo; risulta fosse la chiesa parrocchiale nel 1802. La chiesa fa parte del vicariato di Dalmine-Stezzano con decreto del 27 maggio 1979 del vescovo Giulio Oggioni.

## Storia
Già del XIII secolo, tra il 1216 e il 1260, viene citato sul territorio di Lallio un edificio di culto, uno dei tre posti appena fuori dall'urbano cittadino di Bergamo con quello di Seriate e di Scanzo, nati dallo smembramento della pieve urbana. Un documento del 1315 cita il prete Filippo che rimase a Lallio per circa un anno con il titolo di primicerio: da questo si desume che la chiesa fosse solo primiceriale, e non ancora battesimale. La vicinanza con la città e la reticenza dei canonici dei Capitoli delle due chiese di San Vincenzo e di Sant'Alessandro di Bergamo che avevano paura di perdere i benefici economici, obbligarono la chiesa a rimanere una primigenia. Solo nell'elenco nota ecclesiarum del 1360, voluto da Bernabò Visconti per definire le entrate delle diverse comunità ecclesiastiche, risulta inserita nell'elenco dei plebanati con il fonte battesimale.
L'archivio vescovile di Bergamo conserva un atto di compravendita del 1451, redatto dal notaio Antonio Defendini, dove viene citata la chiesa come inserita nel prope fossatum (castello cittadino), distrutto poi con la chiesa, da un incendio. Fu quindi costruito un nuovo edificio un poco dislocato dal paese, ma questo risultò essere subito scomodo per i fedeli.

Il 18 settembre 1575 il delegato di san Carlo Borromeo Ottaviano Ferrerio, compì la visita pastorale dai cui atti si desume che nella chiesa venivano ufficiati i riti, anche se non aveva il ciborio per conservare il Santissimo Sacramento, proprio a causa della sua lontananza dal centro abitato e quindi non protetta. La chiesa risulta fosse di piccole dimensioni con un solo altare e senza la sagrestia e il campanile: altare solo [...] sub capella fornicata et picta antiquitus [...] campana su pilastri. Era lontana anche dalla canonica che era stata edificata nel 1553 da Paolo de' Polis di Mapello sui resti dell'antica chiesa cittadina.
Per il disagio dei fedeli, e dopo loro richiesta, il parroco Carlo Ambrogio Cari originario di Albino, il 12 luglio 1659, giorno della sua morte, acquistò il fondo dove vi era un tempo l'antica chiesa, dalla famiglia Lorino. Con l'autorizzazione del vescovo Gregorio Barbarigo del 2 marzo 1659, su quel fondo, fu costruito il nuovo edificio di culto tornando così a essere presente nel luogo originario. Questo fu edificato in modo che vi si potesse girare intorno, senza appoggiarsi ad altre abitazioni. Il vescovo officiò la cerimonia della posa della prima pietra il 30 marzo 1659, alla presenza del prete Ambrosio Cari, nativo di Albino: a lui si deve l'intitolazione della chiesa a san Bartolomeo; la dedica a santo Stefano viene invece dalla chiesa di Santo Stefano dei domenicani che vantavano dei diritti sul territorio di Lallio. Il nuovo edificio fu consacrato e dedicato ai santi Bartolomeo e Stefano il 21 dicembre 1660. Furono spostati i paramenti liturgici dalla vecchia chiesa campestre, così come furono spostate le sepolture che erano conservate nella chiesa distrutta. Questo terreno fu donato a beneficio della parrocchia con il nome di Campellino o Campo san Bartolomeo. Le relazioni delle visite pastorali che si susseguirono permettono di avere una descrizione di come si presentava la chiesa.

### La nuova chiesa
La chiesa fu oggetto di ampliamento e di nuove decorazioni, fino agli inizi del XX secolo quando risultò avere dimensioni insufficienti con il crescere dei fedeli. Si decise di costruirne una nuova in sostituzione di quella seicentesca.

Il primo documento che ne testimonia questa volontà è del 26 aprile 1907. Nella relazione della visita pastorale di Giacomo Radini-Tedeschi, l'arciprete di Lallio Luigi Canova, elencava le volontà del suo predecessore, che aveva lasciato quanto raccolto nelle elemosine, all'edificazione di una nuova chiesa con la clausola che si iniziassero i lavori entro sei mesi. Il documento riporta: La chiesa parrocchiale è troppo piccola per la popolazione sempre in aumento anche pei forestieri che si stabiliscono in parrocchia o per sola abitazione o per nuove industrie e stabilimenti fatti qui. Gli antecessori particolarmente il rev. Palazzini raccolse e salvò elemosine a questo scopo depositate nella cassa Ecclesiastica ed offrì del suo 6 mila lire a condivisione che sia fatta presto questa opera. Detto arciprete aveva già ordinato un progetto di allungamento all'ing. Ernesto Caffi.... Il progetto del Caffi però presentava un ampliamento del fabbricato che andava a occupare spazi privati di proprietari che non lo approvavano. Quindi il progetto venne temporaneamente sospeso.
Nel 1912 il problema degli spazi non era quindi risolto, e la popolazione cittadina continuava ad aumentare, fu quindi assegnato a Elia Fornoni la realizzazione di un nuovo progetto. Il primo disegno presentò un preventivo che risultò essere troppo oneroso, e si arrivò quindi a un progetto che avesse un preventivo di costo accettabile per la comunità cittadina e il 26 settembre 1913 il vescovo di Bergamo Giacomo Radini-Tedeschi benedisse la posa della prima pietra del nuovo luogo di culto su progetto del Fornoni. Il risparmio nasceva anche dalla necessità di recuperare materiali dalla chiesa precedente, ma questa fu distrutta solo nel 1924. Gravi eventi funestarono i primi anni della nuova edificazione: la morte, l'11 novembre del 1915, dell'operaio Domenico Mologni che cadde dall'impalcatura e, nel 1918, la morte di don Giacomo Bertuletti, che era stato coadiutore per ben 29 anni della chiesa. Anche il primo conflitto bellico mondiale, portò ritardi e tempi di arresto dei lavori che ripresero nel 1919 con la costruzione della parte presbiteriale, della nuova aula, e successivamente la facciata con le pitture e gli ornamenti.
La costruzione della chiesa richiese molti sacrifici per gli abitanti di Lallio nel periodo tra le due guerre mondiali non certo favorevole. Il Fornoni garantì il fine lavori nel Natale del 1923, cosa che invece non fu possibile, e i fedeli dovettero partecipare alle funzioni nella piccola chiesa di San Bernardino. Il ritardo è giustificato dall'ingegnere con una lettera al vescovo dove elencava i disguidi e i ritardi che causarono un aumento delle spese, mentre l'arciprete Dolci inviava anch'egli una lettera al vescovo dicendo che i costi stavano diventando davvero troppi per la comunità che dava tutto quello che poteva: la popolazione dà molto, ma non riesco nemmeno a dare un osso in bocca ai diversi creditori. Il nuovo edificio fu ultimato e consacrato il 29 maggio 1924 dal vescovo Luigi Maria Marelli, ma presentò da subito delle criticità, come infiltrazioni di acqua dal tetto, e instabilità della cupola. Si richiesero quindi nuovi lavori che si protrassero per tutto il XX secolo. Le vetrate istoriate dell'abside furono posate solo nel 1990, quelle del rosone sull facciata nel 1992 e della cupola solo nel 2000.. La chiesa si poteva dire quindi ultimata.
La chiesa faceva parte della vicaria di Stezzano dal 24 giugno 1935, passando da quella di Lallio. Con decreto del 27 maggio 1979 fu aggregata alla vicaria di Dalmine-Stezzano.

### Chiesa settecentesca
La chiesa settecentesca fu definitivamente distrutta solo tra il 1924 e il 1925. Secondo il Fornoni infatti pochi sarebbero stati i materiali di recupero per la nuova costruzione, inoltre il suo smantellamento aveva un costo che gravava sul preventivo.

L'arciprete Pietro Dolci elaborò un documento che permette di averne una dettagliata descrizione. Il luogo di culto dalle classiche caratteristiche architettoniche settecentesche era ricco di decorazioni e di stucchi. L'aula aveva una lunghezza di 15 m. e la larghezza di 8,5 m. Il presbiterio, al quale si accedeva da quattro gradini, aveva una lunghezza di 8 metri e 5 di larghezza arredato con il coro diviso sui due lati. Due porte conducevano al campanile e alla sagrestia. A cornu Epistolae era l'organo con il camerino per i mantici esterno e sostenuto da due colonne. La chiesa si presentava sicuramente piccola per il numero dei fedeli. Nel documento il prete lamentava anche la presenza di molte stalle in prossimità dell'edificio che portavano non solo miasmi maleodoranti, ma che disturbavano le funzioni con i muggiti dei bovini che vi erano ricoverati.

## Descrizione
La chiesa presenta un'architettura eclettica, in quanto Elia Fornoni, nel suo lavoro, ha voluto unire la tradizione con il progresso, presentando un'architettura raffinata con riferimenti medioevalisti ma inserita in strutture innovative.

Abside e campanile della parrocchia di Lallio

### Esterno
La chiesa con orientamento nord-sud, è preceduta dall'ampio sagrato realizzato nel 1995 che riproduce sulla pavimentazione, in cubetti di porfido, l'orientamento dell'antica chiesa, e si affaccia sulla piazza Vittorio Veneto. La facciata, preceduta da tre gradini in marmo, è un'interpretazione del gotico lombardo, ed è divisa in tre parti, di cui quella centrale di dimensioni maggiori rispetto alle due laterali; larghe lesene si protraggono fino al tetto a due spioventi. Le due sezioni laterali, di misure inferiori, si presentano leggermente arretrate e terminanti con la cornice sostenuta da archi rampanti.

L'ingresso posto centralmente con portale in ceppo dell'Adda, è composto da due archi concentrici sostenuti da colonne a tutto tondo. Al di sopra del portale, la lunetta affrescata nel 1924 raffigura Cristo redentore tra gli angeli del paradiso opera di Umberto Marigliani La parte superiore presenta un grande rosone con vetri istoriati che da luce all'interno dell'aula, intorno la simbologia dei quattro evangelisti, posti in corrispondenza dei punti cardinali. La facciata termina con la statua della Madonna del Patrocinio in pietra.
La torre campanaria fu costruita su progetto di Dante figlio di Elia Fornoni, nell'arco di soli nove mesi e terminata il 27 ottobre 1923 con la posa della croce ferrea proveniente dalla chiesa precedente.

### Interno
L'interno, preceduto da una bussola in noce, si presenta a navata unica a croce latina. Le pareti presentano lesene a semi-colonne che formano la struttura di sostegno degli archi a sesto acuto della navata con velette e le volte a crociera.

L'aula ha una superficie di 190 mq divisa in tre campate, di cui quella centrale di dimensione doppie rispetto alle altre due. Presenta sei cappelle, tre per lato, di cui due di maggiori dimensioni. Il soffitto è a volte a crociera con velette poste su archi a sesto acuto, rette da lesene composte da mezze colonne. Il transetto è a pianta ottagonale con la copertura a cupola composta da otto vele che convergono nel tondo centrale. Nei due lati minori del transetto sono collocate, nella parte superiore, le statue dei protettori della parrocchia: i santi Bartolomeo, Stefano protomartire, Bernardino da Siena e Margherita da Cortona.

Sulla controfacciata vi sono tre epigrafi: una sopra la bussola, datata 1922 fatta apporre dell'arciprete Pietro Dolci: PRIORE ECCLESIA PREBIS/AUGUSTA ER FATISCENTE DIRUTA/HOC TEMPLUS/BELLIS LATE FURENTIBUS/POPULI AERE ET LABORE/A FUNDAMENTIS ERECTUM/ANN-MCMXII-MCMXXIII, e due laterali che confermano l'una la posa della prima pietra il 26 settembre 1913 e l'altra la fine lavori nel 1924.

#### Le cappelle
Battistero
Il battistero, chiuso da una cancellata, è posto nella prima cappella di sinistra. Sulla parete vi è l'affresco di Abramo Spinelli del Battesimo di Gesù datato 1895. È stato realizzato con i soldi ricavati dalla vendita del battistero dell'antica chiesa.
Cappella di san Giuseppe
È arredata con altare e ancona in marmo del 1893 proveniente dall'antica chiesa. nella nicchia è conservata la statua di san Giuseppe.
Cappella di Santa Maria di Nazareth
Occupa la seconda cappella a destra della navata. Conserva l'altare, anche questo facente parte dell'antica chiesa, con la pala d'altare completa del dipinto di Maurizio Bonfanti del 2004 raffigurante la giovane Donna che allatta il Bambino che tiene in grembo, mentre guarda un uomo posto in ombra, rappresentante il Figlio ormai fatto uomo.
Cappella della Madonna Addolorata
La terza cappella è dedicata alla Madonna Addolorata con altare in marmo nero recuperato dall'antica chiesa. L'ancona conserva il dipinto di Giuseppe Carelli del 1861 raffigurante la Pietà e la statua mariana del 1932 della ditta vicentina Plinio Grigo.
Cappella di Sant'Anna
La terza cappella a destra è dedicata a sant'Anna, con altare in pietra del 1924 realizzato su disegno di Elia Fornoni. Nella nicchia vi è statua della Madonna realizzata da August Runggaldier, sempre del 1924.
Cappella del Sacro Cuore
La cappella è posta nel transetto sinistro, con altare in legno donato dai reduci della seconda guerra mondiale. La nicchia espone la statua del Sacro Cuore opera lignea di Giovanni Avogadri e il trono della Vergine.
Altare del Crocifisso
A destra del transetto vi è la cappella dedicata a Gesù crocifisso con l'ancona del 1551 opera di Francesco Terzi, raffigurante Cristo crocifisso.
Presbiterio
Il presbiterio a cui si accede da quattro gradini, con la volta a sesto acuto terminante con l'abside con la copertura di volta a ombrello. L'abside conserva il coro composto da diciannove stalli divisi in cinque sezioni da lesene intagliate con figure di angioletti. Il coro proviene dall'antica chiesa a esclusione dei primi stalli. In cornici di stucco sopra il coro vi sono le tele: Santissima Trinità con i santi Bartolomeo, Stefano, Carlo e Bernardino da Siena opera del 1614 di Giovanni Battista Viola, Deposizione di Cristo dalla croce con santi Francesco Saverio, Ignazio di Loyola, Francesco d'Assisi, Giovanni Evangelista, Maria Maddalena Bartoloneo e Francesco di Sales dipinto da Antonio Cifrondi tra il 1708 e il 1710, Gesù fanciullo con san Giuseppe sant'Antonio di Padova e san Filippo Neri del XVII secolo di autore ignoto, così come ignoto è l'autore della tela Gruppo di santi con santa Margherita d'Antiochia, san Francesco d'Assisi, san Giovanni Battista e san Carlo Borromeo indicativamente della seconda metà del Seicento.
L'altare maggiore, in stile neoclassico, è in marmo bianco, mentre l'altare collocato nel 1985, rispondente alle direttive del Concilio Vaticano II, è in legno massello con bassorilievi su tutti e quattro i lati, così come l'ambone.
Sagrestia
Nella sagrestia sono conservati affreschi strappati dalla facciata della chiesa di San Bernardino nel 1967, attribuiti da Francesco Tassi nel 1793 a Gerolamo Colleoni, raffiguranti San Cristoforo con Bambino, San Bernardino con Angeli e la Madonna della rosa in trono con Bambino e santi Francesco e Bernardino di autore ignoto. Gli affreschi hanno una misura di quaranta mq. e furono rimossi dalla parete della piccola chiesa perché molto deteriorati. Inizialmente furono posti all'interno della navata nel secondo altare a destra, per essere poi collocati nella sagrestia.

### Campanile e le campane
La torre campanaria fu costruita su progetto di Dante Fornoni figlio di Elia, nell'arco di soli nove mesi e terminata il 27 ottobre 1923 con la posa della croce ferrea modificata proveniente dalla chiesa precedente.

La relazione della visita pastorale di san Carlo Borromeo dell'antica chiesa posta fuori del centro abitato, cita la presenza di una campana su pilastri. Le campane sono cinque, di qui quattro furono fuse nel 1704 da Francesco Canerio e una nel 1841 da Monzini di Bergamo. Le campane hanno la dedicazione a Maria Santissima, san Bartolomeo apostolo, santo Stefano e san Giuseppe, mentre di una non si conosce la dedicazione. Di queste due sono in Mi bemolle.
Le vetrate istoriate della chiesa sono state realizzate tra il 1989 e il 2000 su progetto di don Sisto Caccia e don Pasquale Beretta e realizzate da Mino Marra, e sono composte da diciassette vetrate rettangolari centinate e nove circolari compreso il rosone posto sulla facciata.